# Datsun
Der Markenname Datsun wurde, ursprünglich als Datson, 1931 von der DAT Motorcar Company für ein neues Pkw-Modell eingeführt. Dieses war kleiner als die Modelle der Pkw-Baureihe DAT 41, daher bezog sich der Name auf Sohn des DAT. Allerdings änderte man schon nach einem Jahr die letzte Silbe des Namens auf „sun“ (englisch für „Sonne“), da son in der japanischen Sprache „Verlust“ bedeutet, die Sonne hingegen auch Bestandteil der japanischen Flagge ist. So entstand der Name Datsun.
1934 übernahm die Nissan Motor Co. Ltd die Kontrolle über DAT Motorcar Co. Während Nissan-Pkw zuerst nur in der Oberklasse vertreten waren und den DAT 41 ersetzten, waren die Datsun-Pkw darunter als Massenmobile eingegliedert. Der Export von Fahrzeugen aus dem Nissan-Konzern außerhalb Asiens begann in den 1950er Jahren. Auch die im japanischen Markt als Nissan vermarkteten Pkw und Nutzfahrzeuge wurden für den Export als Datsun vermarktet. Einer der Hauptgründe neben dem geringeren Werbeaufwand lag daran, dass Nissan im Zweiten Weltkrieg viele militärische Produkte hergestellt hatte und der Markenname daher insbesondere in den USA negativ besetzt war.
1974 wurde beschlossen, die Strategie zu ändern und die Marke Datsun auslaufen zu lassen. Das wurde damit begründet, dass die Änderung des Namens durch eine zukünftige globale Strategie den Wert des Konzerns steigere. Ab 1984 verschwand der Name Datsun in Europa und Nordamerika, in Asien sukzessive bis März 1986. Einzige Ausnahme war der Datsun Pick-up, der auf asiatischen und afrikanischen Märkten teilweise bis 2002 weiter als Datsun vertrieben wurde.
2014 belebte Nissan die Marke wieder als Einstiegsmarke für Asien, Osteuropa und Südafrika. Es wurde in Russland, Indien und Indonesien produziert. Aufgrund der Weiterentwicklung der Nissan-Konzernstrategie nach dem Ausscheiden von Carlos Ghosn wurden sukzessive alle Werke geschlossen, so dass nach dem letzten Werk in Indien im April 2022 die Marke wieder eingestellt wurde.

## Geschichte

### Die Ursprünge von Datsun
Vor dem Start von Datsun baute Kaishinsha Jidōsha Kōjō (快進社自働車工場, engl. Kaishinsha Motorcar Works Tokioter Stadtteil Azabu-Hiroo), 1914 ein Automobil mit dem Namen DAT. Der Name des neuen Autos war eine Abkürzung der Nachnamen der drei Unternehmenspartner:
- Kenjirō Den (田 健次郎, Den Kenjirō)
- Rokurō Aoyama (青山 禄朗, Aoyama Rokurō)
- Meitarō Takeuchi (竹内 明太郎, Takeuchi Meitarō).

Kenjirō Den, Rokurō Aoyama und Meitarō Takeuchi waren Freunde und Finanziers von Masujirō Hashimoto, einem der Begründer der japanischen Automobilindustrie. Dieser gründete 1911 Kaishinsha Jidōsha Kōjō. 1918 wurde diese als Aktiengesellschaft K.K. Kaishinsha (株式会社快進社, Kabushiki kaisha Kaishinsha) reorganisiert und 1925 zur Kommanditgesellschaft G.K. DAT Jidō Shōkai (合資会社ダット自動車商会, Gōshi-gaisha Datto ~, engl. DAT Motorcar Co.), umbenannt und man konstruierte und produzierte auch Lkw zusätzlich zu den DAT-Personenkraftwagen. Gleichzeitig spezialisierte man sich ab 1918 auf die Produktion von Nutzfahrzeugen, da die Nachfrage nach Pkw zu dieser Zeit sank. Kaishinsha montierte die ersten DAT Truck für den militärischen Bereich.
Nachlassende Nachfrage aus dem militärischen Bereich in den 1920er Jahren zwang DAT Jidō Shōkai, die Fusion mit anderen Automobilherstellern zu prüfen. 1926 wurde die in Tokio beheimatete DAT Jidō Shōkai mit der in Osaka ansässigen Jitsuyō Jidōsha Seizō K.K. (englisch Jitsuyo Jidosha Co., Ltd. bzw. Jitsuyo Motors; gegründet 1919 als Tochtergesellschaft von Kubota) zur DAT Jidōsha Seizō K.K. (ダット自動車製造株式会社, engl. DAT Automobile Manufacturing Co., Ltd.), mit Sitz in Osaka verschmolzen. Jitsuyō Jidōsha begann 1920 mit der Produktion eines dreirädrigen Fahrzeuges mit einer geschlossenen Kabine, entwickelt von William R. Gorham, dem im folgenden Jahr eine vierrädrige Version folgte. Von 1923 bis 1925 produzierte Jitsuyō Jidōsha auch Pkw und Lkw unter dem Namen „Lila“.
DAT Jidōsha Seizō verkaufte unter dem Namen DAT bereits seit 1914 Pkw ab der Mittelklasse. 1930 erließ die japanische Regierung eine ministerielle Verordnung, die es erlaubte, Autos mit Motoren bis 500 cm³ ohne Führerschein zu fahren. Dadurch begann DAT Jidōsha Seizō die Entwicklung einer Pkw-Linie mit 495-cm³-Motor, um diese Autos im neuen Marktsegment unter dem Projektnamen „Sohn von DAT“ zu verkaufen, woraus schließlich der Name Datson wurde.
Der erste Prototyp des Datson war im Sommer 1930 fertiggestellt; das Serienfahrzeug der Bauzeit von 1931 bis 1932 war der Datson 10. Nachdem ein Hurrican das Werk beschädigte, mussten Reparaturen vorgenommen werden; gleichzeitig überarbeitete man das Modell. Der Name wurde nun aufgrund der oben genannten Gründe in Datsun geändert und so startete 1932 der Datsun 11 als erster Datsun. 1931 übernahm das Automobilzuliefererunternehmen Tobata Casting, das bislang auch DAT belieferte, die DAT Automobile Manufacturing Co., Ltd. 1928 war die Unternehmens-Holding Nihon Sangyo entstanden, deren Aktien an der japanischen Börse unter dem Kürzel Ni-San geführt wurden. Besitzer war Yoshisuke Aikawa, dem auch das Unternehmen Tobata Casting gehörte.
Für 1933 hatte die Regierung die Verordnung überarbeitet und die Grenze auf 750 cm³ erhöht. Dies nutzte auch DAT und wertete das Modell zum Datsun 12 auf. Nach einer weiteren Überarbeitung zum Datsun 13 wurde nun auch ein kleiner Lkw von der Serie hergestellt, der Datsun Truck.
1933 kam es zur Fusion zwischen Tobata Casting und Nihon Sangyo und am 26. Dezember wurde das Unternehmen unter dem Namen Jidosha Seizo Co., Ltd., was in etwa mit ‚Automobilhersteller‘ übersetzt werden kann, mit einem Kapital von 10 Millionen Yen neu gegründet. Datsun sollte zukünftig Fahrzeuge für den Massenbedarf produzieren, während das höherpreisige Segment unter einem neuen Markennamen bedient werden sollte. Im März 1933 erwarb Tobata Casting ein großes Gelände in Yokohama, auf dem eine Automobilfabrik errichtet werden sollte. Für das geplante Werk war es nötig, in den Vereinigten Staaten Ingenieure anzuwerben und Anlagen sowie Werkzeuge für die Fertigung zu beschaffen. Mit dieser Aufgabe wurde der in Japan lebende amerikanische Ingenieur William R. Gorham betraut, der seit 1921 in Aikawas Konzern tätig war. Während seiner Reise konnte Gorham fast neue, stillgelegte Produktionsanlagen des US-Automobilherstellers Graham-Paige erwerben.
Im Mai 1934 wurde die Fabrik in Yokohama schließlich fertiggestellt.
Nachdem Ni-San im Juni 1934 während einer Aktionärsversammlung Hauptanteilseigner wurde, wurde der Mutterkonzern von Datsun in seinen auch heute noch gültigen Namen Nissan Motor Co., Ltd. umbenannt und Aikawa wurde zum ersten Unternehmenspräsidenten ernannt.

### Die Datsun-Historie vor und während des Zweiten Weltkriegs
1935 hatte das Unternehmen in Yokohama eine echte Fertigungslinie nach dem Vorbild der Ford Motor Company aufgebaut und produzierte nun den Datsun 14. Sechs Modelle dieser frühen Datsuns wurden 1936 nach Neuseeland exportiert, einen Markt, den Datsun erst im Mai 1962 offiziell belieferte. 1937 wurde im Werk in Yokohama neben dem Datsun 16 und dem Datsun Truck auch der Lkw Nissan 80 für die Kaiserlich Japanische Armee und der erste Nissan-Pkw Nissan 70 produziert. Aufgrund des Ausbruchs des Zweiten Japanisch-Chinesischen Krieges wurde die Pkw-Produktion beschränkt und hauptsächlich Lkw produziert.
Der 1938 erschienene Datsun 17 war aufgrund der Rohstoffknappheit während des Krieges bereits deutlich spartanischer ausgestattet, und Ende 1938 wurde die Produktion komplett eingestellt. In der Fertigung kam der auf dem Lkw Nissan 80 basierende Nissan 90 hinzu, während der Nissan 70, der vor allem an das Militär geliefert wurde, dann 1943 eingestellt wurde. Danach kam erst 1960 mit dem Nissan Cedric wieder ein Pkw von Nissan auf den Markt. 1944 endete auch die Produktion des Datsun Truck und lediglich die Nissan 80 und 90 wurden noch für die Armee produziert.

### Die Datsun-Historie nach dem Zweiten Weltkrieg bis zur vorläufigen Einstellung der Marke
Als der Pazifikkrieg endete, produzierte Datsun vorerst nur Lastwagen für die Besatzungstruppen. 1946 nahm man die Produktion des Datsun 1121 auf, der auf dem letzten Datsun Truck, abgeleitet vom Datsun 17, basierte. Der Datsun 17 war auch die Grundlage für Datsuns erstes Nachkriegsmodell, den Datsun DA, mit dem 1947 die Pkw-Produktion wieder aufgenommen wurde. Bereits 1948 wurde der Datsun DA durch das überarbeitete Modell Datsun DS ersetzt. 1952 kam der Datsun DC-3 ins Programm und begründete damit Datsuns Historie als Sportwagenhersteller. Alle bisherigen Datsun-Modelle ähnelten den zeitgenössischen Modellen der Austin Motor Company.
Nachdem die von den Besatzungstruppen kontrollierten japanischen Produktionsstätten 1955 wieder unter japanische Kontrolle zurückkehrten, knüpfte Nissan Kontakt mit Austin und schloss einen Kooperationsvertrag mit Austin ab. Dieser bevollmächtigte den Konzern, den Austin A40 als Nissan A40 und den Austin A50 Cambridge in Lizenz als Nissan A50 zu produzieren. Außerdem durften alle Komponenten für eigene Entwicklungen verwendet werden. Dadurch erschien 1955 der von Datsun auf Austin-Komponenten entwickelte Datsun 110 und ein davon abgeleiteter Datsun Pick-up. 1957 wurde diese Baureihe durch den Datsun 210 samt abgeleitetem Pick-up eingeführt, der Begründer der Datsun-Bluebird-Serie wurde. 1958 kam der Datsun Cablight auf den Markt, ein Kleintransporter, der unterhalb der Nissan-Lkw und -Busse angesiedelt war, aber das Angebot des Datsun Pick-up bei Nutzlast und Karosserievarianten ergänzte. Er wurde später durch den auch in Europa erhältlichen Datsun Cabstar ersetzt.
1959 begann die Fertigung der Datsun-Fairlady-Sportwagen / Roadster-Serie, die auch zu den ersten Exportmodellen gehörte und günstiger war als gleichartige Modelle von MG und Triumph. Sie wurde 1968 durch die Datsun-Z-Reihe ersetzt. Dieser erschwingliche Sportwagen war sehr profitabel für Datsun und wurde seinerzeit zum meistverkauften Sportwagen weltweit. Er hatte Motor und Fahrwerkskomponenten des Bluebird.
Auf die Fairlady folgte 1964 der Datsun Coupe 1500 auf Basis der Fairlady; er wurde in der Evolution der Modellreihe im Export als Datsun 200SX bekannt. 1966 kam im Segment der unteren Mittelklasse der Datsun Sunny, mit Hinterradantrieb und eher noch in Kleinwagengröße, als Konkurrent des Toyota Corolla auf den Markt. Die japanische Nachfrage nach Fahrzeugen im sogenannten One-Box-Design, mit schmalen Außenmaßen und viel Laderaum auf kleiner Fläche, bediente Datsun ab 1969 mit dem Datsun Sunny Cab, welcher mit Komponenten sowohl des Sunny wie auch des Bluebird ausgestattet war. 10 Jahre später wurde dieser durch den Datsun C20 abgelöst, welcher auch in Europa als Datsun Vanette bekannt wurde.
1970 wurde das erste Fahrzeug aus dem Nissan-Konzern mit Frontantrieb vorgestellt, der Datsun Cherry, der zunächst die Funktion des inzwischen größeren Datsun Sunny übernahm. Später gehörte er wie der Sunny zur Kompaktklasse. Der Datsun Violet erschien erstmals 1973 und war vom Bluebird abgeleitet, jedoch im Design, bei der Leistung und Ausstattung höher positioniert. Im Export wurde er in späterer Bauweise als Datsun Stanza bekannt und durch diesen abgelöst. Nachdem, von den bereits aufgeführten Modellreihen abgesehen, die meisten im Export bekannt gewordenen Datsun-Modelle „nur“ als Datsun vermarktete Nissan-Modelle waren, kam 1981 mit dem Datsun Prairie wieder eine echte Innovation von Datsun auf den Markt. Der auf dem Datsun Stanza basierende Hochdachkombi war der erste Kompaktvan.
Das letzte von Datsun entwickelte Modell war der Datsun Micra. Der Kleinwagen ersetzte den in die Kompaktklasse aufgerückten Datsun Cherry und war auch das erste Pkw-Modell des Nissan-Konzerns, das von Beginn an für Europa, anfänglich bei Nissan Motor Ibérica, gebaut wurde. Der Pick-up Datsun 720 war weitgehend das letzte Modell, das im Export als Datsun vermarktet wurde. Nur in Südafrika und auf dem Heimatmarkt wurde dessen Nachfolger Nissan Pick-up D21 noch bis 1997 als Datsun vermarktet. Das Nachfolgemodell dieser Baureihe, den Nissan Pick-up D22, gab es schließlich von 2001 bis 2002 in einer bestimmten Modellvariante auf dem Heimatmarkt nochmals als Datsun Pick-up, damit war jedoch die Historie der Marke Datsun vorerst beendet.

### Datsun als Exportmarke
Vor dem Eintritt in den amerikanischen Markt 1958 produzierte Nissan neben Lastkraftwagen und dem später als Nissan Patrol bekannten Geländewagen nur den Oberklasse-Pkw Nissan 70. Die Pkw im Massenmarkt wurden ausschließlich als Datsun produziert. Daher war es für Nissans Führungskräfte nur natürlich, diesen erfolgreichen Namen auch im Export zu verwenden. Zusätzlich kam für den amerikanischen Markt erschwerend hinzu, dass Nissan von den Amerikanern mit der Herstellung von militärischen Produkten für die japanische Armee assoziiert wurde. Nissans Engagement in der Rüstungsindustrie Japans war erheblich gewesen.
1939 gründete der Gründer und Präsident von Nissan, Yoshisuke Aikawa, in der japanisch besetzten Mandschurei die Manchurian Motor Company und ließ dort unter anderem Militär-Lkw herstellen. Aikawa war auch ein Hauptpartner der japanischen Kolonialregierung von Mandschukuo und es entstand letztlich Nissan Heavy Industries als wichtiger Akteur in der japanischen Kriegsmaschinerie. Nach dem Ende des Krieges beschlagnahmte die Sowjetunion alle Vermögenswerte von Nissan Mandschurei, während die Besatzungstruppen in Japan mehr als die Hälfte des Yokohama-Werkes für ihre Bedürfnisse nutzten.

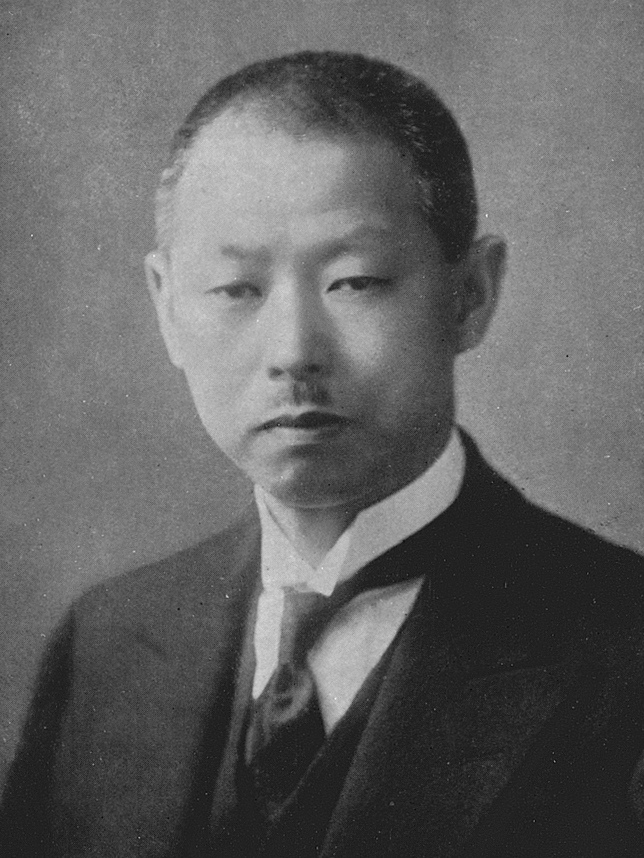
Aikawa Yosuke

General MacArthur hatte Aikawa für 21 Monate als Kriegsverbrecher inhaftiert. Nach der Freilassung wurde ihm die Rückkehr zu einem Firmen- oder öffentlichen Amt bis 1951 und die Rückkehr zu Nissan, welche die Pkw-Produktion von Datsun 1947 wieder aufnahm und 1949 in Nissan Motor Company Ltd. umbenannt wurde, verboten. Yutaka Katayama, der mit dem Aufbau der Nissan-Tätigkeiten in den USA beauftragt wurde und bereits früher für Nissan-Produkte abseits der Automobilproduktion in den USA zuständig war, unterstützte den Namen Datsun.
Katayama hatte seine persönlichen Kriegserlebnisse im Hinterkopf, als er 1939 im Nissan-Mandschurei-Lkw-Werk beschäftigt war und die entsetzlichen Bedingungen wie Zwangsarbeit von Chinesen miterlebte. 1945 kurz vor dem Ende des Krieges wurde Katayama angewiesen, zur Manchurian-Anlage zurückzukehren, aber er weigerte sich. Katayama wünschte sich, Pkw für Privatpersonen und nicht für das Militär zu bauen und zu verkaufen. Für ihn war der Name Datsun, anders als Nissan, durch den Krieg in seiner Reinheit unversehrt; er setzte sich letztlich mit seiner Meinung bei Nissan durch.
Katayama wurde er 1960 neben anderen Aufgaben zunächst Vizepräsident der Nissan-Nordamerika-Tochtergesellschaft und war dann von 1965 bis 1975 Präsident der Nissan Motor Company USA. Während dieser Zeit wehrte er jeden Versuch ab, die in den USA vertriebenen Modelle unter dem Namen Nissan zu vermarkten. Lediglich der wenig verkaufte Nissan Cedric, eine Oberklasse-Limousine, wurde auch in den USA als Nissan angeboten. Als Präsident des wichtigen Exportmarktes Nordamerika nahm er auch wesentlichen Einfluss auf die Entwicklung künftiger Modelle. So beschwor er, die Wirtschaftlichkeit der Autos zu verbessern. Dann, bevor Detroit (Ford, GM und Chrysler) dies realisierten, würden die Kunden Nissan als einen hervorragenden Autobauer sehen. Wenn man hart daran arbeite, die eigenen Autos zu verkaufen, werde man nicht durch das beeinträchtigt, was andere Hersteller tun. Wenn man nur auf das schaut, was die anderen Hersteller tun, werde man auf jeden Fall verlieren.
Das erste offiziell weltweit exportierte Produkt war der Datsun Bluebird in der 210/211-Serie mit dem 850-cm³-25-PS-Nissan-D-Vierzylinder-Benzinmotor. Auf dem amerikanischen Markt begann Datsun 1958 in Kalifornien mit dem Verkauf. 1959 folgte der Aufbau eines Händlernetzes in den USA und der Verkauf des Datsun-Bluebird-310-Serie.
Durch den Export wuchs ab 1960 die Produktion, und ein neues Werk wurde in Yokosuka in der Präfektur Kanagawa, südlich von Yokohama, gebaut und 1962 eröffnet. 1961 wurden 200.000 Bluebirds verkauft, wovon 100.000 exportiert wurden.
Zu dieser Zeit wurde auch zunehmend der Export in europäische Länder aufgenommen. In Deutschland war Datsun offiziell ab 1973 auf dem Fahrzeugmarkt vertreten.

### Einstellung der Marke 1981–1986
In der Hauptzentrale des Nissan-Konzerns überlegte man schon lange, die Marke Datsun einzustellen. So sagte Katsuji Kawamata, Präsident der Nissan Motor Company Ltd, 1973, in Japan seien die „Widerstände gegen die Verwendung des Namens Datsun ein lange gehütetes, offizielles Geheimnis.“ Zu der Zeit war Kawamata ein Veteran bei Nissan und im letzten Jahr seiner Präsidentschaft eine mächtige Figur in der Firma mit Erfahrung von mehr als zwei Jahrzehnten. Sein Aufstieg in die Führungsposition 1957 verdankte er zum Teil seinem Umgang mit dem 100 Tage dauernden Nissan-Streik, der am 25. Mai 1953 begann. Während seiner Amtszeit als Präsident erklärte Kawamata sein Bedauern, dass nicht alle Autos die Firmenbezeichnung tragen würden, wie etwa bei Toyota. Rückblickend wünschte er, man hätte bereits bei Exportstart begonnen, alle Autos Nissan zu nennen. Aber Datsun war ein Kosename für die Autos, als man zu exportieren anfing. Unter der Amtszeit des neuen Präsidenten fiel 1974 die Entscheidung der weltweiten Aufgabe des Markennamen Datsun, um den Namen des Unternehmens Nissan zu stärken.
Die Entscheidung, Datsun in Nissan umzubenennen, wurde im Herbst des Jahres 1981 bekannt gegeben und ab 1982 umgesetzt. Die Begründung war, die Änderung des Namens wäre die Ausübung einer globalen Strategie zur Unternehmensstärkung. Ein einziger Name weltweit würde die Möglichkeit geben, Werbekampagnen, Broschüren und Werbematerialien in den einzelnen Ländern zu verwenden und das Produktdesign und die Fertigungsvereinfachung zu erhöhen. Ferner würden potenzielle Käufer den Namen und das Produkt auch bei Reisen in andere Länder kennen oder kennenlernen.
Branchenbeobachter spekulierten jedoch, dass die wichtigste Motivation darin lag, dass eine Namensänderung Nissans Aktien und Anleihen in den USA erhöhen würde, da potenzielle Anleger die Aktien nun eher mit den Produkten und Markterfolgen verbinden könnten. Zudem störte Nissans Führungskräfte wohl, dass Toyota und Honda in Nordamerika zu bekannten Marken wurden.
In Europa und in den USA tauchte auf den Fahrzeugen, bei den Händlern und in der Werbung ab 1982 der Name Nissan erstmals neben Datsun als Nissan-Datsun auf. Jedoch war die Einführung bei den Fahrzeugen noch unterschiedlich. Die bereits als Nissan im Heimatmarkt angebotenen Modelle wurden bei Modellwechsel nur noch als Nissan eingeführt, so etwa 1982 der Nissan Sunny B12. Der 1983 in Europa eingeführte Datsun Micra wiederum wurde erst 1984 zum Nissan Micra. Andere Modelle wie der Datsun Prairie starteten als Nissan-Datsun.
Letztendlich umfasste die Namensänderung auf den Exportmärkten etwa einen Zeitraum von drei Jahren von 1981 bis 1984. Die Änderung kostete Nissan in Nordamerika etwa 500 Millionen US-Dollar, inklusive des Wechsels der Embleme bei 1100 Datsun-Autohäusern, welche etwa 30 Millionen Dollar kostete. Weitere 200 Millionen Dollar wurden zwischen 1982 und 1986 für Werbekampagnen ausgegeben, wo der dortige Marketingspruch „Datsun, treibt uns an“ mit der Botschaft „der Name ist Nissan“ verbunden wurde. Die letztere Botschaft wurde auch noch mehrere Jahre über 1986 hinaus verwendet. Weitere 50 Millionen Dollar kostete gestoppte oder nie verwendete Datsun-Werbung. Fünf Jahre nach der Namensänderung war Datsun nach Befragungen aber trotz des Aufwandes immer noch vertrauter als Nissan.

### Datsun Pick-up bis 2002

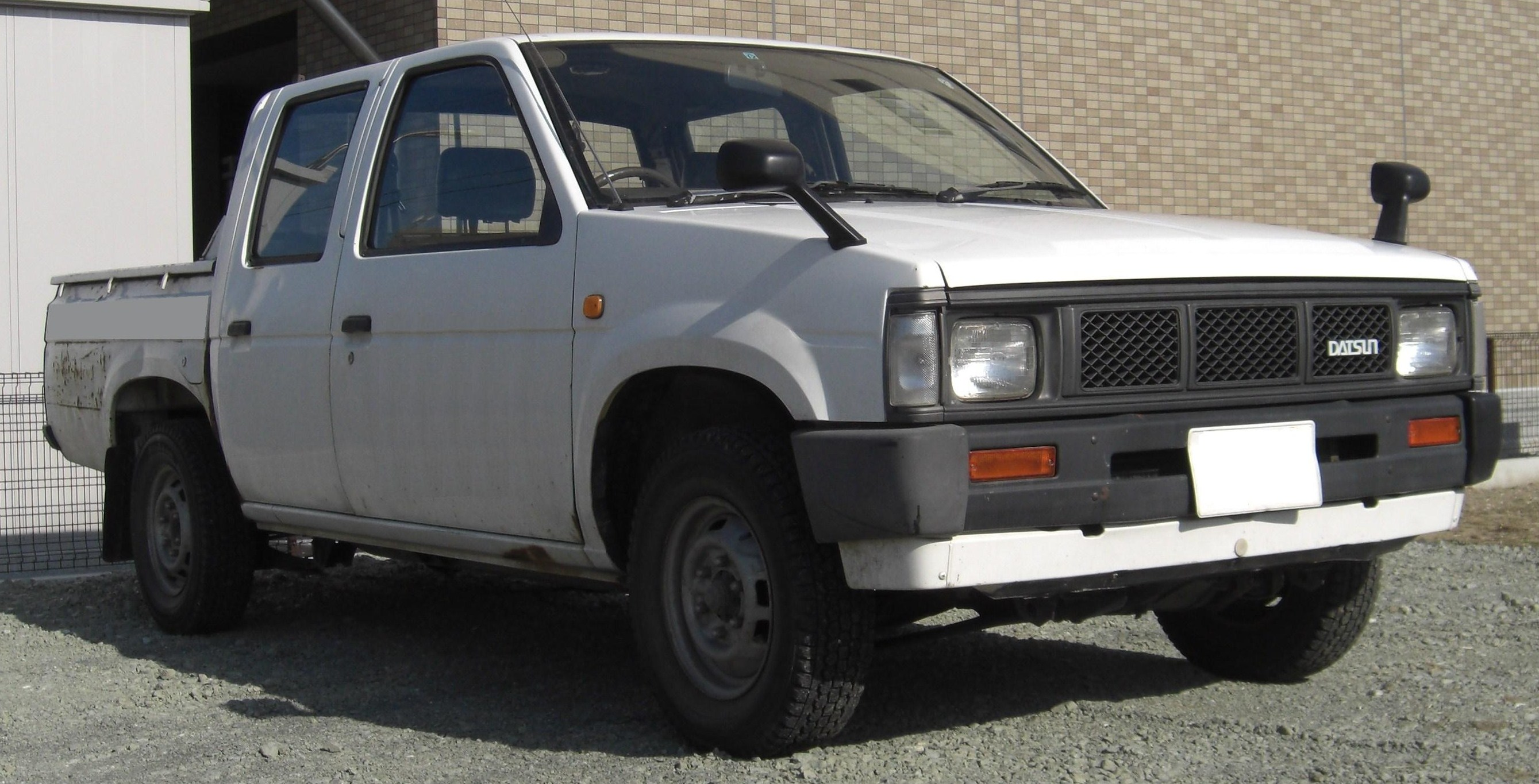
Datsun Pick-up D21

Einzige Ausnahme war der Datsun Pick-up D21, der im Heimatmarkt und in Südafrika bis 1997 weiter als Datsun vermarktet wurde. In Europa war dieses Modell als Nissan Pick-up D21 bekannt. Vom Nissan Pick-up D22 gab es in Japan ab 2001 ein Modell, das als Datsun angeboten wurde und vorerst das letzte Modell von Datsun war. Es war jedoch nur auf ein bestimmtes Modell der Baureihe beschränkt und wurde im Oktober 2002 wieder fallen gelassen. Die Marke Datsun war seither bis zur Wiedereinführung 2014 Geschichte.

### Wiedereinführung der Marke Datsun 2014 bis 2022
Am 20. März 2012 gab Nissan einen Plan bekannt, Datsun 31 Jahre nach der Bekanntgabe der Einstellung als Marke im Niedrigpreisbereich wiedereinzuführen. Der Ruf der Marke für Zuverlässigkeit und Langlebigkeit würde helfen, schnell Marktanteile in den aufstrebenden Märkten zu erobern. Das erste neue Datsun-Modell war der Datsun Go, für den am 15. Juli 2013 Bilder, technische Details und Preisangaben veröffentlicht wurden. Datsun-Modelle wurden ab 2014 in Indonesien, Russland, Indien und Südafrika angeboten. 2016 kamen Kasachstan, Belarus, Nepal, der Libanon und Sri Lanka als Absatzmärkte hinzu. Die ersten neuen Modelle waren der Datsun Go, der in Indien debütierte, und der Datsun GO+, der in Indonesien debütierte. Für den russischen Markt waren zunächst zwei Modelle auf Basis des vor der Ablösung stehenden Nissan Note geplant. Mit der Mehrheitsübernahme von Renault-Nissan am russischen Autobauer AwtoWAS wurden dann aber zwei Datsun-Modelle auf der Basis von Lada-Modellen realisiert: Der Datsun on-DO auf Basis des Lada Granta, und der Datsun mi-DO auf Basis des Lada Kalina.
Am 29. Oktober 2015 gab der Chef von Datsun, Vincent Cobee, bekannt, dass im ersten Jahr seit Wiedereinführung der Marke weltweit 100.000 Fahrzeuge verkauft worden seien. Die Marke von 200.000 verkauften Modellen wurde 2016 erreicht.
Im Frühjahr 2022 wurde die Produktion der letzten Datsun-Modelle eingestellt. Grundsätzlich wurden die Erwartungen an die Marke nicht erfüllt. Als Ursachen werden in Russland beispielsweise die Ähnlichkeit zu den Lada-Modellen oder in Indien qualitative sowie sicherheitsrelevante Mängel genannt.

## Modelle

### Fahrzeuge nach der Wiedereinführung von Datsun 2014

#### Kleinwagen
| Bauzeit   | Baureihe     | Anmerkung | Bild |
| --------- | ------------ | --- | ---- |
| 2014–2021 | Datsun Go    | Die technische Basis des Go liefert der Nissan Micra. Das Modell wird ab 2014 zuerst in Indien angeboten und später auch in anderen asiatischen und afrikanischen Märkten. |      |
| 2014–2020 | Datsun on-DO | Die technische Basis des on-DO lieferte der Lada Granta. Das Modell wurde ab 2014 in Russland angeboten.                                                                   |      |
| 2015–2020 | Datsun mi-DO | Die technische Basis des mi-DO lieferte der Lada Kalina. Das Modell wurde ab 2015 in Russland angeboten.                                                                   |      |

#### Minivan
| Bauzeit   | Baureihe   | Anmerkung | Bild |
| --------- | ---------- | --- | ---- |
| 2014–2021 | Datsun GO+ | Die technische Basis des Go+ liefert der Nissan Micra. Das Modell wurde ab 2014 zuerst in Indonesien angeboten. |      |

#### Crossover
| Bauzeit   | Baureihe       | Anmerkung | Bild |
| --------- | -------------- | --- | ---- |
| 2016–2022 | Datsun redi-GO | Die technische Basis des Mini-SUV liefert die auch vom Renault Kwid verwendete CMF-A Plattform von Renault-Nissan. Das Modell wurde zwischen 2016 und 2022 in Indien angeboten. |      |
| 2018–2020 | Datsun Cross   | Ein kleines SUV mit 5+2 Sitzen. Das Modell wird zwischen 2018 und 2020 in Indonesien angeboten.                                                                                 |      |

### Historische Modelle

#### DAT-Modelle
| Bauzeit   | Baureihe  | Anmerkung | Bild |
| --------- | --------- | --- | ---- |
| 1914–1918 | DAT       | Die DAT-Modelle gehörten zu den ersten in Japan entwickelten und gebauten Pkw und waren in der Oberklasse angesiedelt.             |      |
| 1918–…    | DAT 41    | Roadster bzw. Limousine mit einem 4-Zylinder-Benzinmotor mit 15 PS.                                                                |      |
| 1918–1935 | DAT Truck | Die Lkw und Lieferwagen waren von den DAT Pkw abgeleitet. Abgelöst wurden sie nach der Übernahme durch Nissan durch den Nissan 80. |      |

#### Fahrzeuge die als Datsun entwickelt wurden

##### Kleinwagen
| Bauzeit   | Baureihe            | Anmerkung | Bild |
| --------- | ------------------- | --- | ---- |
| 1930–1932 | Datson 10           | Der Datson 10 (= „DAT Son“, Sohn des DAT) wurde 1930 vorgestellt und ab 1931 produziert. Angetrieben wurde er von einem 495-cm³-DAT-Vierzylinder-Benzinmotor mit Seitensteuerung, der 10 PS Leistung bot. Erhältlich war er als Roadster, Tourenwagen und Kastenwagen. |      |
| 1932–1933 | Datsun 11           | Der Datsun 11 war der erste Pkw, der den Markennamen Datsun trug. Beim 11 handelte es sich um einen weiterentwickelten Datson 10. Zusätzlich gab es ihn auch als Cabriolet, Roadster und Coupé. |      |
| 1933–1935 | Datsun 12 Datsun 13 | Weiterentwicklung des Datsun 11 mit nun 748-cm³-Motor mit 12 PS Leistung aufgrund der geänderten Vorschriften, neben kleineren Änderungen an der Karosserie. Beim Datsun 13 weitere kleinere optische Änderungen und erstmals auch eine Truck (Pick-up) Variante namens Datsun Truck. |      |
| 1935–1936 | Datsun 14           | Ein Datsun 13 mit kleineren Änderungen am Design, vor allem anderen Kühlergrill. Technisch jedoch mit dem neuen Datsun-Type-7-Engine, einem Vierzylindermotor mit 722 cm³ und 15 PS. |      |
| 1936–1937 | Datsun 15           | Technisch ein Datsun 14 mit selbem Motor aber höherer Verdichtung und nun 16 PS. Neue vergrößerte Karosserie aber insgesamt weniger Verwendung von Chrom durch Ausbruch des Zweiten Japanisch-Chinesischen Krieges. |      |
| 1937–1938 | Datsun 16 Datsun 17 | Ein Datsun 15 mit noch spartanischerer Ausstattung aufgrund des Krieges. Vom Datsun 16 gab es keinen eigenen Datsun Truck, sondern die Version des Datsun 15 wurde weiter gebaut. Der Datsun 17 war eine noch mehr vereinfachte Version des 16 aufgrund der Materialknappheit des Krieges. Ende 1938 wurde seine Produktion eingestellt, während die Truck Version bis 1944 weiter produziert wurde. |      |
| 1966–1970 | Sunny B10           | Der erste Datsun Sunny wurde 1966 erstmals eingeführt. Sein Hauptkonkurrent war der Toyota Corolla und wie dieser war die erste Version ein Kleinwagen und wurde im Export als Datsun 1000 vermarktet. |      |
| 1970–1977 | Cherry E 10         | Der Datsun Cherry war der erste Pkw aus dem Nissan Konzern mit Frontantrieb. Ursprünglich begann die Entwicklung des Modells bei der von Nissan übernommenen Prince Motor Company. Die erste Generation des Cherry hatte Kleinwagengröße und löste den in die Kompaktklasse aufgerückten Sunny ab. Neben E 10 wurde er auch als Datsun 100A/120A oder Datsun 1000 vermarktet.                        |      |
| 1982–1983 | Datsun Micra        | Der Datsun Micra erschien Ende 1982 und war das erste Modell aus dem Konzern das von Beginn an für Europa, zuerst bei Nissan Motor Ibérica gebaut wurde. Neben Micra wurde er auch als March vermarktet. In Deutschland startete er 1983 und wurde wie weltweit überall ab 1984 als Nissan Micra verkauft.                                                                                           |      |

##### Kompaktklasse
| Bauzeit   | Baureihe             | Anmerkung | Bild |
| --------- | -------------------- | --- | ---- |
| 1970–1981 | Sunny B110/B210/B310 | Der 1970 gestartete Sunny B110 und seine Nachfolger waren größer als die ersten Modelle und nun in der Kompaktklasse angesiedelt. Der Sunny B310 war der letzte Sunny der als Datsun entwickelt wurde. Exportbezeichnungen der verschiedenen Versionen waren Datsun 1200, Datsun 120Y/140Y/150Y, Datsun B-210 und Datsun B-310.                                                                                               |      |
| 1974–1978 | Cherry F-II (F10)    | Der Cherry F-II erschien 1974 und war ebenfalls gewachsen und nun in der Kompaktklasse angesiedelt. Aufgrund des barocken Designs und des höheren Preises hielten sich die Käufer zurück und deswegen wurde der Vorgänger parallel weiter produziert bis 1977. Im Export wurde er auch als Datsun 100A/120A F-II und Datsun 210 vermarktet. Das Nachfolgemodell war dann bereits ein Nissan, der als Datsun vermarktet wurde. |      |

##### Mittelklasse
| Bauzeit   | Baureihe                         | Anmerkung | Bild |
| --------- | -------------------------------- | --- | ---- |
| 1947–1948 | Datsun DA                        | Der DA war der erste Nachkriegs-Pkw von Datsun, der aber auf dem Datsun 1121 basierte, jedoch damals der Mittelklasse entsprach. Viele Bauteile teilte er sich mit dem 1121 Truck, der wiederum weitgehend dem Vorkriegs Truck 17 entsprach, um eine einfachere Produktion zu ermöglichen. Mitte 1948 wurde die Produktion aufgrund Rohstoffknappheit eingestellt. 1950 wurde er dann leicht modifiziert als DS wieder produziert.                                                                             |      |
| 1950–1955 | Datsun DS                        | Die DS Reihe basierte auf dem 4146 Truck und war der Nachfolger des DA. Immer noch entsprach Sie weitgehend dem Datsun 17 der Vorkriegszeit. 1951 änderte sich die Karosserie des 3-Türers erstmals und ab 1952 war es nun eine komplett neukonstruierte 4-türige Limousine. Ab 1955 wurde die Modellreihe durch den 110 ersetzt. |      |
| 1955–1957 | Datsun 110/112/113               | Die 110 er Serie war ebenfalls ein Ergebnis des Vertrages mit Austin und der Nachfolger der DS-Reihe. Die Technik wurde von den in Lizenz gebauten Modellen übernommen oder als Grundlage für eigene Entwicklungen genommen. Erhältlich waren Limousine, Cabriolet oder Kombi. Auch die legendäre Datsun Pick-up Serie der Nachkriegszeit Datsun Truck startete mit einem Modell auf Basis des 110. |      |
| 1957–1961 | Datsun 210                       | Der 210 war die Weiterentwicklung der 110 Serie und erhielt erstmals für besonders ausgestattete Versionen den Beinamen Bluebird. Eine kostengünstigere Variante wurde als 114/115 angeboten mit der Karosserie des 210 und der Technik der 110 Serie. Der 210 war das erste nach Nordamerika exportierte Modell und wurde dort als Datsun 1000 angeboten. Ab 1959 wurde der 210 auf dem Heimatmarkt nur noch als Bluebird angeboten. Eine Cabriolet Version gab es nicht mehr.                                |      |
| 1961–1983 | Datsun Bluebird                  | 1961 wurde der Bluebird (310) eingeführt. Ab der Generation von 1967 gab es auch ein Coupe neben Kombi und Limousine. Die Exportnamen reichten von Datsun 310 bis 810 in Nordamerika, Datsun 1600, Datsun 160, Datsun 180B, Datsun 200B in Europa und Ozeanien bis schließlich der letzte Datsun Bluebird (910) außerhalb Nordamerikas auch als Bluebird angeboten wurde. In Nordamerika wurde der 910 mit höherwertiger Ausstattung zunächst als 810 Maxima angeboten und ab 1981 nur noch als Datsun Maxima. |      |
| 1977–1981 | Datsun 160B/180B/200B Datsun 810 | Der 160B/180B/200B war eine Ableitung des Bluebird 810 und unterschied sich von diesem durch eine verlängerte Front um einen größeren 4-Zylinder-Motor verbauen zu können. Der 200B wurde in Australien produziert und der 160B/180B in Neuseeland. Die gleiche Karosserie wurde auch in Japan produziert als Datsun 810. Als solcher erhielt er einen 2,4-Liter-V6-Benzinmotor für die USA, wurde aber auch auf dem Heimatmarkt angeboten.                                                                    |      |

##### Obere Mittelklasse
| Bauzeit   | Baureihe      | Anmerkung | Bild |
| --------- | ------------- | --- | ---- |
| 1948–1954 | Datsun DB     | Die DB Reihe war komplett neukonstruiert und auch das erste neukonstruierte Pkw Modell in Japan. Jedoch war er eine perfekte Raubkopie des Crosley CC. In der Modellhierachie des Konzerns war sie der Nachfolger des Nissan 70. Die DB Reihe war auch die erste offiziell in andere asiatische Länder exportierte Modellreihe und wurde durch den Nissan A50 ersetzt. |      |
| 1973–1977 | Datsun Violet | Das erste Modell (710/711) des Violet war vom Bluebird 610 abgeleitet und wurde als Limousine, Hardtop-Coupé und Kombi angeboten. Technisch und ausstattungsmäßig war er höher als der Bluebird positioniert. Im Export wurde das Modell als Datsun 140J und 160J angeboten. Der Kombi ersetzte als Datsun 510 das Kombimodell des Bluebird in Nordamerika. |      |
| 1977–1985 | Datsun Stanza | Der Datsun Stanza war der Nachfolger des Violet und unterschied sich nun technisch vom Bluebird. Jedoch wurde er kurioserweise bis 1981 auf dem Heimatmarkt als auch im Export teilweise als Datsun Violet A10/A11 angeboten. Weitere Exportbezeichnung neben Stanza waren Datsun 140J/160J und das Kombimodell als Datsun 510 in Nordamerika. Im Heimatmarkt gab es auch eine Variante als Nissan Auster. Die 2 Serie T11 ab 1981 wurde dann auch im Export als Stanza vermarktet und der Name Violet entfiel auch auf dem Heimatmarkt. Der T11 Stanza war der erste Mittelklasse Pkw von Datsun bzw. im Nissan Konzern mit Frontantrieb. Ab 1985 folgte der nicht überall angebotene Nissan Stanza. |      |
| 1980–1984 | Datsun Maxima | Der Datsun Maxima wurde zunächst als Datsun 810 Maxima als Nachfolger des Datsun (Bluebird) 810 eingeführt worden. Beim 810 Maxima handelte es sich um einen Bluebird 910, jedoch mit verlängertem Radstand und längerer Front um speziell für den US-Markt V6-Benzin- und Dieselmotoren einbauen zu können. Ab 1981 wurde die erhältliche Limousine und Kombi Version nur noch als Maxima vermarktet. Ab 1984 dann als Nissan-Datsun Maxima, bis 1984 ein neuer Nissan Maxima erschien. |      |

##### Coupé,Roadster,Sportwagen
| Bauzeit   | Baureihe          | Anmerkung | Bild |
| --------- | ----------------- | --- | ---- |
| 1952–1959 | Datsun DC-3       | Der Sportwagen und Roadster Sports DC-3 erschien 1952 auf Basis des DSEXA und sollte an die Historie der vor dem Krieg gebauten Roadster der Reihe Datsun 11-17 anknüpfen. |      |
| 1959–1970 | Datsun Fairlady   | Die Fairlady war der Nachfolger des DC-3. Den Sportwagen, der anfänglich noch als Datsun Sports eingeführt wurde, gab es als Roadster Variante. Er gehörte zu den ersten nach Nordamerika exportierten Modellen und erhielt aufgrund dessen den Namen des Broadway-Musical My Fair Lady. Die nur in Kleinserie gebauten Modelle machten Datsun weltweit bekannt.    |      |
| 1964–1968 | Datsun Coupe 1500 | Das auf der Fairlady basierende Coupe wurde im Heimatmarkt auch als Nissan Silvia vermarktet und vom deutschen Designer Albrecht Graf von Goertz gestaltet. Nur wenige Modelle gelangten in den Export, da der Kaufpreis hoch, das Modell aber auch sehr exklusiv war.                                                                                              |      |
| 1969–1978 | Datsun Z          | Der legendäre Datsun Z wurde je nach Motorisierung als 240Z, 260Z oder 280Z verkauft. In Japan trug er wie der Vorgänger den Namen Fairlady. |      |
| 1975–1983 | Datsun 200SX      | Der 200 SX wurde 1975 als Nachfolger des Datsun Coupe 1500 als Sportcoupé eingeführt. Wiederum wurde er auf dem Heimatmarkt auch als Nissan Silvia angeboten. Die 2. Generation wurde als Exportmodell in Mexiko als Datsun Sakura angeboten. Das Nachfolgemodell wurde dann allgemein als Nissan 200SX vermarktet, jedoch teilweise auch weiter als Nissan Silvia. |      |
| 1979–1983 | Datsun 280ZX      | Der Datsun 280ZX löste die Z-Reihe ab und wurde selbst 1983 durch den 300 ZX ersetzt. Das Modell war mit Glasdachhälften (Targadach) erhältlich. |      |
| 1983–1985 | Datsun 300ZX      | Der Datsun 300ZX löste den 280 ZX ab und wurde ungewöhnlich trotz der Einstellungspläne für die Marke Datsun als solcher präsentiert und weltweit vermarktet. Erst ab 1986 wurde er als Nissan 300ZX vermarktet. |      |

##### Kompaktvan
| Bauzeit   | Baureihe       | Anmerkung | Bild |
| --------- | -------------- | --- | ---- |
| 1981–1984 | Datsun Prairie | Der 1981 eingeführte Prairie war der erste weltweite Kompaktvan. Er basierte auf dem Datsun Stanza und wurde auch mit Allradantrieb angeboten. Ab 1984 wurde er als Nissan Prairie vermarktet. |      |

##### Van
| Bauzeit   | Baureihe                | Anmerkung | Bild |
| --------- | ----------------------- | --- | ---- |
| 1971–1978 | Datsun Cherry Cab Coach | Der Datsun Cherry Cab Coach basierte auf dem Kleinbus Cherry Cab und war luxuriöser ausgestattet. Er wurde nur in asiatischen Märkten vertrieben. |      |
| 1978–1983 | Datsun Vanette          | Ursprünglich als Datsun C20 Coach als Nachfolger des Cherry Cab Coach eingeführt, erfolgte 1980 eine Umbenennung in Datsun Vanette. Im Heimatmarkt wurde er auch als Nissan Sunny Vanette angeboten, während er in Nordamerika als Datsun C20 Van vermarktet wurde. Nach der generellen Umbenennung des C20 zur Vanette, wurde er in Europa als Datsun Vanette Van und in Nordamerika als Datsun Van angeboten, während im Heimatmarkt die Bezeichnung Coach hinzugefügt wurde. Seit 1984 wird das Modell als Nissan Vanette vermarktet. |      |

##### Kleintransporter,Kleinbus
| Bauzeit                 | Baureihe                   | Anmerkung | Bild |
| ----------------------- | -------------------------- | --- | ---- |
| 1934–1944 und 1944–1955 | Datsun Trucks              | Von den Datsun Modellen 13-17 wurden auch kleine Pritschenwagen, Truck genannt hergestellt. Als Datsun 1121 wurde der überarbeitete Datsun 17 Truck nach Kriegsende von 1946 bis 1955 produziert. |      |
| 1955–1997               | Datsun Truck               | Als Datsun Truck wurden diverse Pick-up auf Basis des 110 und 210 und später dem Bluebird produziert. Ab 1972 waren es eigenständige Modelle. Das letzte Modell war der Datsun D21 der in Japan und Südafrika als letztes Datsun Modell angeboten wurde. In Europa wurde er als Nissan Pick-up D21 und in Nordamerika als Nissan Hardbody Truck vermarktet. |      |
| 1958–1968               | Datsun Cablight            | Der Kleintransporter Cablight wurde in zwei Generationen als Pritschenwagen (Automobil), Kombi, Kleinbus und Kastenwagen gebaut. |      |
| 1968–1976               | Datsun Cabstar A320        | Der Cabstar ersetzte den Cablight und wurde 1976 durch ein Modell auf Nissan Basis ersetzt. Seit 1984 wird, das mittlerweile auch in Spanien nur als Lkw gebaute Modell, ebenfalls in Europa als Nissan Cabstar vermarktet. |      |
| 1969–1978               | Datsun Sunny/Cherry Cab    | Der Sunny/Cherry Cab wurde als Pritschenwagen, Kleinbus und Kastenwagen gebaut. Vom Kleinbus war der Van Coach abgeleitet. |      |
| 1978–1984               | Datsun C20, Datsun Vanette | Der C20 ersetzte den Sunny/Cherry Cab und wurde bis 1982 auf dem Heimatmarkt wiederum als Sunny/Cherry Cab angeboten. Auch eine Van Version des C20 war als Coach verfügbar, welche 1980 zum Vanette umbenannt wurde. 1982 erfolgte eine generelle Umbenennung des C20 in Vanette, wodurch die Modelle nun den Namen Datsun Sunny oder Cherry Vanette trugen. Auch als Nissan wurden sie auf dem Heimatmarkt angeboten. Im Export als Datsun C20 und ab 1982 als Datsun Vanette (Europa). Seit 1984 wird die Modellreihe als Nissan Vanette angeboten |      |
| 1982–1984               | Datsun Vanette Largo/Cargo | Der Datsun Vanette Largo war eine gestreckte Version der Vanette und wurde ab 1982 als Kastenwagen und Kleinbus in Spanien für Europa gebaut. Seit 1985 erfolgt die Vermarktung des mittlerweile nur noch in Japan erhältliche Modell als Nissan. Anders als in Europa gab und gibt es auch Pritschenwagen Modelle. |      |

#### Fahrzeuge die als Datsun exportiert wurden

##### Kompaktklasse
| Bauzeit   | Baureihe      | Anmerkung | Bild |
| --------- | ------------- | --- | ---- |
| 1978–1983 | Nissan Pulsar | Der Nissan Pulsar wurde von 1978 bis 1983 als Datsun Cherry N10 oder Datsun 100A-150A in Europa verkauft. In Australien, Malaysia und Südafrika als Datsun Pulsar (in Südafrika wurde er auch unter diesen Namen produziert). In den USA wurden die Limousinen Versionen und der Kombi als Datsun 310 vermarktet, das Coupe jedoch als Nissan Pulsar. |      |

##### Mittelklasse
| Bauzeit   | Baureihe       | Anmerkung | Bild |
| --------- | -------------- | --- | ---- |
| 1968–1981 | Nissan Skyline | Der von der Prince Motor Company übernommene Skyline wurde ab 1968 als Datsun Skyline in Nordamerika vermarktet. Ab 1972 gab es ihn auch als Datsun 160K, 180K, 240K und 280K auf den anderen Exportmärkten. Als Datsun 240K-GT wurden von Juni 1973 bis Juli 1978 die C110 Limousine und das Coupé in Deutschland vermarktet. Als Spitzenmodell der Marke Datsun in Deutschland vermarktete man das C210 Coupé von Oktober 1978 bis Juli 1981 als Datsun Skyline. |      |

##### Obere Mittelklasse
| Bauzeit   | Baureihe      | Anmerkung | Bild |
| --------- | ------------- | --- | ---- |
| 1965–1983 | Nissan Cedric | Der Cedric wurde ab 1965 als Datsun 2000/2300/2400 und ab 1971 als Datsun 200/220/240/260/280C exportiert. |      |
| 1966–1983 | Nissan Laurel | Der Laurel wurde von Beginn an nach Asien als Datsun Laurel exportiert. Als Datsun 1800 nach Nordamerika und Datsun 200L nach Europa. Ab 1977 wurde er dann neben Laurel auch als Datsun 180L/200L/240L/280L vermarktet. Die 4. Generation C31 1980 wurde dann einheitlich als Laurel vermarktet und bis Mitte 1983 als Datsun angeboten. |      |

##### Van
| Bauzeit   | Baureihe       | Anmerkung | Bild |
| --------- | -------------- | --- | ---- |
| 1973–1983 | Nissan Caravan | Bis 1983 wurde der Nissan Caravan als Datsun Urvan oder Datsun Caravan angeboten. In Ozeanien als Datsun King Van. |      |

##### Geländewagen
| Bauzeit   | Baureihe      | Anmerkung | Bild |
| --------- | ------------- | --- | ---- |
| 1951–1983 | Nissan Patrol | Der Patrol wurde im Export aber auch teilweise auf dem Heimatmarkt zunächst als Datsun 4W60/61/65/66 vermarktet. Erst 1960 erhielt der klassische Geländewagen den Namen Datsun Patrol. Nach Deutschland kam er erst 1980 und wird in Japan seit seinem Produktionsbeginn als Nissan Safari verkauft. Mitte 1980 begann auch die Einführung in Europa. Dort blieb er bis Herbst 2009 im Programm. Seitdem gilt er eher als SUV, da typische Geländewagen-Eigenschaften wie ein Leiterrahmen fehlen. |      |

##### Lkw
| Bauzeit   | Baureihe       | Anmerkung | Bild |
| --------- | -------------- | --- | ---- |
| 1976–1984 | Datsun Cabstar | Der Datsun Cabstar F21 ab 1976 war ein mittels Badge-Engineering umgewandelter Nissan Homer F20. Der Cabstar F22 ab 1982 wiederum basierte auf dem Nissan Atlas und wurde bei Nissan Motor Ibérica gebaut. Ab 1984 wurde er auch in Europa als Nissan Cabstar vermarktet. |      |